# Mózg (film)
Mózg (fr. Le Cerveau) – komedia sensacyjna produkcji francusko-włoskiej z 1969 w reżyserii Gérarda Oury z międzynarodową obsadą.

## Główne role
- Jean-Paul Belmondo – Arthur Lespinasse
- Bourvil – Anatole
- David Niven – płk. Carol Matthews "Mózg"
- Silvia Monti – Sofia Scannapieco, siostra Frankiego
- Eli Wallach – Frankie Scannapieco
- Raymond Gérôme – komisarz policji
- Fernand Guiot – inspektor Mazurel
- Jacques Balutin – inspektor Pochet

## Fabuła
Policja poszukuje przestępcy zwanego "Mózgiem". Nieuchwytny rabuś planuje napad na pociąg przewożący pokaźne zasoby finansowe państw NATO. O tym samym łupie marzy drobny złodziejaszek Arthur (Belmondo). Pech chce, że obaj postanawiają przeprowadzić akcję w tym samym czasie. Gdy "Mózg" zdobywa łup, nagle pojawia się i przejmuje gotówkę jego wspólnik, sycylijski mafioso Frankie - z zemsty za to, że "Mózg" próbował uwieść jego piękną młodszą siostrę Sofię i wykiwać go. Arthur wraz ze swoim wspólnikiem Anatole (Bourvil) ruszają w pościg gdy orientują się, że "ich" cały łup jest w "skarbonce"... Policja depcze po piętach wszystkim przestępcom i każdy chce być pierwszy. Ostateczny finał rozegra się na nabrzeżu portowym w Hawrze podczas defilady z okazji podróży do Ameryki 13,5- metrowej repliki Statui Wolności transatlantyckim statkiem. 